# Canton de Luxembourg-Campagne
Pour les articles homonymes, voir Luxembourg (homonymie).
Le canton de Luxembourg-Campagne (en allemand : Kanton Luxemburg-Land) est une ancienne circonscription électorale pour l'élection des membres de la Chambre des députés. Jusqu'en 1919, les circonscriptions électorales se composent des douze cantons. Le canton de Luxembourg est alors divisé en deux : Luxembourg-Ville (couvrant le territoire de la capitale) et Luxembourg-Campagne. Lorsque la ville de Hollerich-Bonnevoie est créée, elle devient le siège de la circonscription.

## Histoire
Au cours des élections législatives partielles, les votes dans les cantons sont décalés, ainsi Luxembourg-Campagne est regroupé avec les cantons d'Echternach, d'Esch-sur-Alzette, de Mersch, de Remich et de Wiltz. Les habitants du canton de Luxembourg-Campagne élisent un nombre de députés proportionnel à sa population. En 1860, ce sont trois députés qui sont à élire. En 1868, ce nombre est porté à cinq députés, ceci s'applique lors d'une élection partielle le 17 décembre 1868. Un autre député pour cette circonscription est attribué en 1906 pour refléter la croissance démographique dans la banlieue de la ville de Luxembourg.
Lors des élections constituantes de 1918, le recensement de la population opéré à la date du 1er décembre 1916 fixe le nombre de députés à élire dans cette circonscription à huit.

## Composition
Le canton de Luxembourg-Campagne, est composé de quatorze communes :
- Bertrange
- Contern
- Eich
- Hamm
- Hesperange
- Hollerich
- Niederanven
- Rollingergrund
- Sandweiler
- Schuttrange
- Steinsel
- Strassen
- Walferdange
- Weiler-la-Tour